# 村橋俊介
村橋 俊介（むらはし しゅんすけ、1908年1月1日 - 2009年1月16日）は京都府京都市出身の高分子化学者。村橋素吉の二男。
1952年（昭和27年）より大阪大学の理学部の教授となり、1959年（昭和34年）には理学部長であった正田建次郎、赤堀四郎、仁田勇らと共に日本で最初の高分子学科を大阪大学に開設した。
2009年1月16日、老衰により101歳で亡くなった。

## 家族
- 祖父の村橋次郞は岐阜県士族で内務省衛生試験所初代所長を務めたほか、銀座3丁目に化学関連商品輸入商社「離合社」を創立[4][5]。長崎の精得館（現・長崎大学）でクーンラート・ハラタマに学んで助手となり、舎密局、理学校、開成所で化学教授として活躍[4]。池田菊苗を教えたことでも知られる。
- 父親の村橋素吉（1875年生）は、村橋次郞の長男[5]。京都帝国大学工科大学採鉱冶金科卒[5]。鉄道院試験所の主任技師ののち、台湾総督府専売局嘱託として、後藤新平の斡旋で鈴木商店に招かれ、樟脳の蒸留法開発に従事、鈴木商店に入社し、再製樟脳会社社長のほか、日本金属、豊年製油、南満州物産、クロード式窒素工業の取締役を務めた[5][6][7]。
- 子に村橋俊一